# Фаззинг
Фа́ззинг (англ. fuzzing или англ. fuzz testing, буквально «испытание пушинками/волосинками», от англ. fuzz — с изначальным значением «делать неопрятным», «с прилипшими волосками», затем переносным  «затуманивать», «путать»), также тестирование мусорными данными — техника тестирования программного обеспечения, часто автоматическая или полуавтоматическая, заключающаяся в передаче приложению на вход неправильных, неожиданных или случайных данных. Предметом интереса являются падения и зависания, нарушения внутренней логики и проверок в коде приложения, утечки памяти, вызванные такими данными на входе. Фаззинг является разновидностью выборочного тестирования (random testing), часто используемого для проверки проблем безопасности в программном обеспечении и компьютерных системах.
При проверке безопасности наибольший интерес вызывают проверки на границе доверия. Например, намного важнее провести фаззинг формы загрузки файлов неавторизованным пользователем, чем загрузку конфигурационного файла авторизованным привилегированным пользователем.

## История
Случайные данные применялись при тестировании приложений и раньше. К примеру, приложение «Обезьяна» (The Monkey) под Mac OS, созданное Стивом Капсом ещё в 1983 году, генерировала случайные события, которые направлялись на вход тестируемым программам для поиска багов. Оно использовалось, в частности, при тестировании MacPaint.
Термин «fuzz» появился в 1988 году на семинаре Бартона Миллера в Университете Висконсина, во время которого была создана простая программа fuzzer, предназначенная для командной строки, с целью тестирования надежности приложений под Unix. Она генерировала случайные данные, которые передавались как параметры для других программ до тех пор, пока они не останавливались с ошибкой. Это стало не только первым в истории тестированием с использованием случайных неструктурированных данных, но и первым специализированным приложением для тестирования широкого круга программ под разнообразные операционные системы, и с систематическим анализом типов ошибок, возникающих при таком тестировании. Создатели проекта открыли исходные коды своего приложения, а также публичный доступ к процедурам тестирования и сырым результатам. Тест был повторен в 1995 году — приложение доработали для тестирования приложений с GUI, сетевых протоколов и системных библиотек под Mac OS и Windows.
Схожие техники тестирования существовали задолго до появления термина и формализации процедуры. Так, известно, что Джерри Вейнберг использовал набор карт со случайными числами, чтобы передавать их на вход программ ещё в 1950-х годах.
В 1991 году было выпущено приложение crashme, созданное для тестирования надежности операционных систем путем исполнения случайного набора процессорных инструкций.
В настоящее время фаззинг является составной частью большинства проверок безопасности и надёжности программного обеспечения и компьютерных систем.